# William Exshaw
William Edgar Exshaw (Arcachon, 15 febbraio 1866 – Valencia, 16 marzo 1927) è stato un velista britannico.
Partecipò ai giochi della II Olimpiade di Parigi nel 1900 a bordo di Olle, con cui vinse due medaglie d'oro nelle due gare della classe da due a tre tonnellate. Queste due medaglie sono attribuite alla squadra mista dato che con lui c'erano i francesi Frédéric Blanchy e Jacques Le Lavasseur. Prese parte anche alla gara di classe aperta ma non la completò.
Morì a bordo di Elmina, uno dei suoi yacht, mentre navigava per il mar Mediterraneo.

## Palmarès
| Anno | Manifestazione | Sede   | Evento                 | Risultato |
| ---- | -------------- | ------ | ---------------------- | --------- |
| 1900 | Olimpiadi      | Parigi | Classe 2-3 ton, gara 1 | Oro       |
| 1900 | Olimpiadi      | Parigi | Classe 2-3 ton, gara 2 | Oro       |